# 片岡未来
片岡 未来（かたおか みらい、1980年5月22日 - ）は、日本の元タレント。

## 人物・経歴
明治大学政治経済学部卒業。テレビ番組『喝!リベンジナイト』で女子大生タレント「リベギャル」の1人として出演しデビュー。英会話やテコンドー等の特技と豊満なグラマラスボディで注目を集め、グラビアアイドルとして活躍する。また、エアギターの大会に出場し、派手な演技で話題を集める。日本大会のファイナリストまで残る。軽い毒を含んだトークが特徴で、ラジオ放送の中でS発言をした。番組内で将棋の駒彫りに挑戦。『こちら葛飾区亀有公園前派出所』の作者秋本治に贈り、週刊少年ジャンプに記載された。
その後は、格闘技関係・競艇関係の仕事を中心に活動し、競艇公式サイトではブログを執筆していたが、2007年暮れから翌年初めにかけ、早期の癌が見つかり入院・切除手術を受けたことを明かした。
この年、水着やビールのキャンペーンガールとして活躍していた村上恵梨が、虫垂癌の肺転移などにより死去している。片岡の場合は早期発見・処置だったこともあり、まだ5年経っていないため再発の危険性は残るものの、退院後も変わらず仕事をしていたが、2009年3月14日に競艇選手の郷原章平と入籍して事実上引退した。2010年7月31日に挙式。

## 出演作品
太字はメインキャラクター。

### アニメ映画
- ギョ（2012年、華織）

### 写真集
- Mira （2000年8月、彩文館出版） ISBN 978-4-916115-38-6
- ごめんね。（2000年12月、学習研究社） ISBN 978-4-05-401333-9

### DVD
- ファイナル・ビューティー（竹書房）
- ぷるるっぴ（日本メディアサプライ）
- My Room 片岡未来（GPミュージアム）
- い〜よ。（フォーサイド・ドット・コム）

### テレビ番組
- 喝!リベンジナイト（テレビ東京）
- BAT Corp.（関西テレビ）
- イチオシ（テレビ東京）
- アイドル道（フジテレビ721）
- レジャチャン15（日本レジャーチャンネル）
- キックの星（FIGHTING TV サムライ）
- JLC NEWS（日本レジャーチャンネル）

### CM
- スパワールド「スパプー」（2000年）

### その他
- かつしかナイト（かつしかFM）
- シベリア超特急5（映画）